# Caroline Lacroix
Pour les articles homonymes, voir Lacroix.
Caroline Lacroix (née le 13 septembre 1980 à Joliette) est une journaliste canadienne et présentatrice de nouvelles à la télévision. Elle travaille à Radio-Canada depuis avril 2016 où elle œuvre comme présentatrice de nouvelles sur les ondes d'ICI RDI.   

## Biographie
Caroline Lacroix est née le 13 septembre 1980 à Joliette, au Québec. 
Elle a commencé sa carrière de journaliste en 2004 au réseau TQS à l'émission Le Grand Journal animé par Jean-Luc Mongrain. À l'été 2007, elle est promue chef d'antenne des bulletins de fin de semaine à TQS. En juin 2008, à la suite d'une première vague de mises à pied des employés de l'information chez TQS, dont elle fait partie, elle se joint à l'équipe de LCN. En septembre 2011, elle est recrutée par l'équipe de V où elle est journaliste et recherchiste pour l'émission Dumont le midi avec Mario Dumont, puis à l'émission matinale Ça commence bien, animée par Richard Turcotte. En 2013, elle fait un retour sur les ondes de LCN pour animer l'émission matinale Le Québec Matin jusqu'en 2016 où elle fait le saut à Radio-Canada. Depuis juin 2017, elle est à la barre de RDI MATIN Week-End. Elle est maintenant à l'émission matinale D'abord l'info, du lundi au vendredi depuis août 2023. 
Elle détient une maîtrise en communication avec un mémoire portant sur les pratiques journalistiques en temps de pandémie de Covid-19. Elle a aussi un baccalauréat en arts et sciences après des études en politique, histoire, communication et relations publiques à l'Université de Montréal.
Durant sa jeunesse, elle a fait de l'entraînement intensif en patinage artistique durant 12 ans.